# Јерменско-азербејџански рат
Јерменско–азербејџански рат, који је почео након Руске револуције, био је низ сукоба 1918, а затим од 1920.–1922. који су се догодили током кратке независности Јерменије и Азербејџана и након тога. Већина сукоба по начину одвијања нису имали основни образац са стандардном оружаном структуром. Османско царство и Британска империја били су укључени у сукоб различитим капацитетима: Османско царство је напустило регион након Примирја са Мудроса а британски утицај је настављен све док Данстерфорс није повучен 1920-их година. Цивилни сукоби су избили у спорним окрузима: Казах-Шамшадин, Зангезур, Нахчиван и Карабах. Током герилских и полугерилских операција, које су се догодиле током активности изградње нација новостворених држава, страдао је велики број цивилног становништва.
Разлози који стоје иза конфликта су још далеко од тога да се реше након скоро једног века. Прича о овом сукобу има веома различита схватања са јерменског и азербејџанског становишта. Према јерменским историчарима, Демократска Република Јерменија желела је да прикључи и Нахчиван међу основне (Источна Јерменија) територије Јереванске губерније, као и источне и јужне делова Јелизаветпољске губерније.

## Позадина
Први сукоби између Јермена и Азера догодили су се у Бакуу у фебруару 1905. године. Ускоро се сукоб проширио и на друге делове Кавказа, а 5. августа 1905, дошло је до првог сукоба између јерменског и азербејџанског становништва у граду Шуши.
У марту 1918. године расле су етничке и верске тензије и почео је јерменско-азербејџански сукоб у Бакуу. Партије Мусават и Комитет уједињења и прогреса оптужени су за Пантуркизам од стране бољшевика и њихових савезника. Јерменске и муслиманске полиције су учествовале у оружаним сукобима, што је резултирало великим жртвама. Многи муслимани су протерани из Бакуа.
У међувремену, хапшење генерала Таљшинског, команданта азербејџанске дивизије и неких његових официра - који су сви стигли у Баку 9. марта - повећали су антисовјетске осећаје међу азербејџанским становништвом града. Совјети су 30. марта, на основу неоснованог извештаја да је муслиманска посада брода Евелина била наоружана и спремна да се побуни против Совјета, разоружала посаду која се покушала одупрети. То је довело до тродневне борбе, у којој је настрадало око 12.000 Азербејџанаца.

### Борба за Баку и Карабах, 1918.–1919.
У истом периоду комунисти из Бакуа били су укључени у тешким борбама са османском Кавкаском армијом у Генџу и његовој околини. Енвер-паша почео је да напредује са новоформираном Исламском армијом. Главне битке одиграле су се у Јевлаху и Агдашу.
Данстервил је наредио евакуацију града 14. септембра и након шест седмица окупације повукао се у Иран, већина јерменског становништва је побегло са британским снагама. Османска Исламска армија и њени азербејџански савезници, предвођени Нури-пашом, ушли су у Баку 15. септембра и побили између 10,000–20,000 Јермена у знак одмазде за масакрима над муслиманима током Данима Марша. Престоница Азербејџана је померена из Генџе у Баку. Међутим, након Примирја са Мудроса између Уједињеног Краљевства и Османског царства 30. октобра, турске трупе су замениле снаге Тројне антанте. На челу са генералом Вилијамом Томсоном који се прогласио војним гувернером Бакуа, а 1.000 британских војника стигло је у Баку 17. новембра 1918. године. По Томсоновом налогу у граду је уведено ванредно стање.
Јерменска влада је неколико пута покушала да са војском заузме Шушу. У том региону је 1918. године проглашена Република Горња Јерменија. Током лета 1918. Јермени у планинском подручју Карабаха, под командом Андраника Озанијана, успели су да се одупру османској 3. армији. Након примирја, Османско царство је почело да повлачи своје снаге, а јерменски војници под Андраником заузели су Нагорно-Карабах. Примирје са Мудроса донело је генералу Андранику шансу да створи основу за даље ширење на исток и формира стратешки коридор који се протеже у Нахчивану.
У јануару 1919. јерменске трупе су напредовале према Шуши. Заузеле су девет азербејџанских села на свом путу. Непосредно пре потписивања Примирја са Мудроса, Андраник Озанијан је кренуо из Зангезура према Шуши са циљем да преузме контролу над главним градом Карабаха. У јануару 1919. године, када су јерменски војници напредовали, британска војна команда затражила је од Андраника да се врати у Зангезур са уверењем да би се овај сукоб могао решити на Париској мировној конференцији. Андраник је повукао своје трупе а британска команда у Бакуу дала је контролу Хосровбегу Султанову, родом из Карабаха и жестоким присталицом пантуркизма, који је постављен за гувернера Карабаха и наложено му је да "угуши било какве немире у региону". Султанов је наредног дана наредио нападе на јерменска села, повећао величину азербејџанских гарнизона у Шуши и Ханкендију и саставио планове за уништење неколико јерменских села како би се прекинула веза између Јермена у Карабаху и региону Зангезур.

### Борба за Нахчиван, 1919.–1920.
Као одговор на предлог Сер Џона Вадропа, британског главног комесара на Јужном Кавказу, који је прикључио Нахчиван у Јерменију, Азери из Нахчивана су су у децембру 1918. године под вођством локалног земљопоседника Јафаргулуа Нахчиванског прогласили независну Републику Аракс, са престоницом у Нахчивану. Република, која је у суштини била подређена Азербејџану, наставила је да постоји до маја 1919. године, када су јерменски војници на челу са Драстаматом Канајаном ушли у њу како би преузели контролу над регионом. Успели су да заузму град Нахчиван у јуну 1919. и да укину Републику Аракс, али су се потом борили са комбинованим азербејџанским и османским трупама, које су у јулу поново успоставиле азербејџанску контролу над градом. 10. августа 1919. године потписан је прекид ватре.
Америчка комисија за преговоре у мировном телеграму, говорећи о сукобу, изјавила је:
| „ | Ф. Тредвел Смит из Америчке комисије за помоћ Персијанцима стигао је јуче након разних искустава у Јеревану, Нахчивану, Табризу и Урумији. Када је 25. августа прешао татарску линију преко Нахчивана за Табриз у повратку, атмосфера је била потпуно промењена, а живот Британаца више није био безбедан јер Британци нису имали трупе, а Американци су такође били у опасности. Татари су почели битку са Јерменима у Нахчивану 20. јула и након тродневне битке протерали су Британце заједно са америчким хуманитарним радницима и започели масакр над јерменским мушкарцима, женама и децом, процене жртава од 6.000 до 12.000. | ” |

Борбе су настављене у марту 1920. године и наставиле су се до совјетизације Нахчивана 1920. године од стране 11. Црвене армије, која је сада укључивала и бивше трупе Азербејџанске Демократске Републике.

### Битка за Карабах, почетак 1920.
Највећи јерменско-азербејџански етнички сукоби у Шуши одвијали су се од марта до априла 1920. године. Од 22. до 26. марта десио се масакр у Шуши  у ком је живот изгубило преко 30.000 Јермена и уништена је јерменске четврт града.

### Совјетизација Азербејџана, април 1920.
Почетком априла 1920. године, Азербајџанска Демократска Република је била у веома тешкој ситуацији. На западу Јермени су и даље контролисали велики део територије коју је Азербејџан сматрао својом, на истоку локални азербејџански комунисти су се побунили против владе, а на северу се руска Црвена армија стално кретала према југу, победивши Деникинове беле руске снаге.
Влада Азербејџанске Демократске Републике примила је 27. априла 1920. године обавештење да ће совјетска војска прећи северну границу и напасти Азербејџан. Суочена са тако тешком ситуацијом, влада се званично предала Совјетима, али су многи генерали и локалне азербејџанске полиције наставили да се одупиру напретку совјетских снага и требало је неко време да Совјети стабилизују ново проглашену Азербејџанску ССР, на челу са водећим азербејџанским бољшевиком Нариманом Наримановим.
Док су Азербејџанска влада и војска били у хаосу, јерменска војска и локалне армијске полиције искористиле су прилику да потврде своју контролу над деловима азербејџанске територије, нападом на Шушу, Ханкендију и друге важне градове. До краја априла, јерменске снаге су контролисале највећи део западног Азербејџана, укључујући и читав Карабах са околним подручјима. Остала окупирана подручја обухватала су читав Накхичиван и већи дио Казах-Шамшадинског округа. У међувремену, јерменски комунисти су покушали пуч у Јерменији, али били су заустављени.

### Совјетско преузимање, мај 1920.
Током 1920.–1921. постало је јасно да једино "решење" овог спора може да буде или војна победа, као што се у основи догодила у Анатолији, Зангезуру и Нахчивану, или наметањем решења од стране империјалистичких сила. Након што Британци нису успели да наметну нагодбу, бољшевици су преузели империјалне атрибуте, чија је 11. армија освојила Карабах у мају 1920. године. Бољшевички Кавкаски одбор је 5. јула 1921, под председавањем Јосифа Стаљина одлучио да планински део Карабаха остане под јурисдикцијом и суверенитетом Азербејџана. У јулу 1923, у оквиру Азербејџана успостављен је Нагорно-Карабах аутономни регион, са границама у којима је јерменско становништво чинило велику већину са 94%.

### Крај непријатељства, септембар–новембар 1920.
Крајем новембра одржан је још један комунистички устанак под покровитељством Совјетског Савеза. 28. новембра, окривљујући Јерменију за инвазију на Шарур 20. новембра 1920, и Карабах наредног дана, 11. Црвена армија под командом генерала Анатолија Гекера прешла је границу између ДР Јерменије и Азербејџанске ССР. Други совјетско-јерменски рат је трајао само недељу дана.

## Последице
Јерменски национални покрет ослобођења био је исцрпљен шестогодишњим ратовима и сукобима, Јерменска војска и становништво нису били способни за даљи активни отпор.

### Совјетизација Јерменије, децембар 1920.
Дана 4. децембра 1920. године, када је Црвена армија ушла у Јереван, влада Демократске Републике Јерменије се ефективно предала. 5. децембра у град је стигао Јерменски револуционарни одбор (Ревком), састављен углавном од Јермена из Азербејџана. Наредног 6. децембра у град је стигла злогласна тајна полиција Феликса Дзержинског, Чека, чиме је ефективно окончала постојање Демократске Републике Јерменије.
Тада је проглашена Јерменска Совјетска Социјалистичка Република, под вођством Геворка Атарбекјана. Национални револт против бољшевика почео је 18. фебруара 1921. године. Генерал Гарегин Нжде, командант Гаро Сасоуни и последњи премијер независне Јерменије Симон Врацјан преузели су команду над пробољшевичком побуном и протерали бољшевике из Јеревана и других места. До априла Црвена армија је поново освојила већи део Јерменије. Атарбекјан је смењен и заменио га је Александар Миасникјан, јерменски високи командант Црвене армије. Гарегин Нжде је напустио планине Зангезура након што је совјетизација Јерменије завршена у јулу 1921, оставивши опустошена села која су до тада била насељена Азерима. На захтев од стране совјетског руководства, Азербејџан је уступио Зангезур Јерменији у новембру 1920. године као "симбол пријатељства".

### Споразум у Карсу, 23. октобар 1921.
Насиље у Закавказју је коначно окончано споразумом о пријатељству између Турске и Совјетског Савеза. Карски мир потписали су представници Руске СФСР, Азербејџанске ССР, Јерменске ССР, Грузијске ССР и Турске. Турска је имала још један споразум, "Споразум о пријатељству и братству", који се такође зове и Споразум из Москве, потписан 16. марта 1921. године са Руском СФСР.
Овим споразумом, Нахчивану је додељен статус аутономне покрајине под протекторатом Азербејџана, под условом да права на протекторат никада неће бити пренесена на трећу државу. Турска и Русија постали су гаранти Нахчиванског статуса. Турска се сложила да врати Александропољ Јерменији и Батуми Грузији.